# 圣克里斯蒂娜和比索内
圣克里斯蒂娜和比索内（義大利語：Santa Cristina e Bissone），是意大利帕维亚省的一个市镇。总面积22平方公里，人口2014人，人口密度91.5人/平方公里（2009年）。国家统计（ISTAT）代码为018139。